# Jüdenhof (Dresden)

Stallgebäude am Jüdenhof 1677

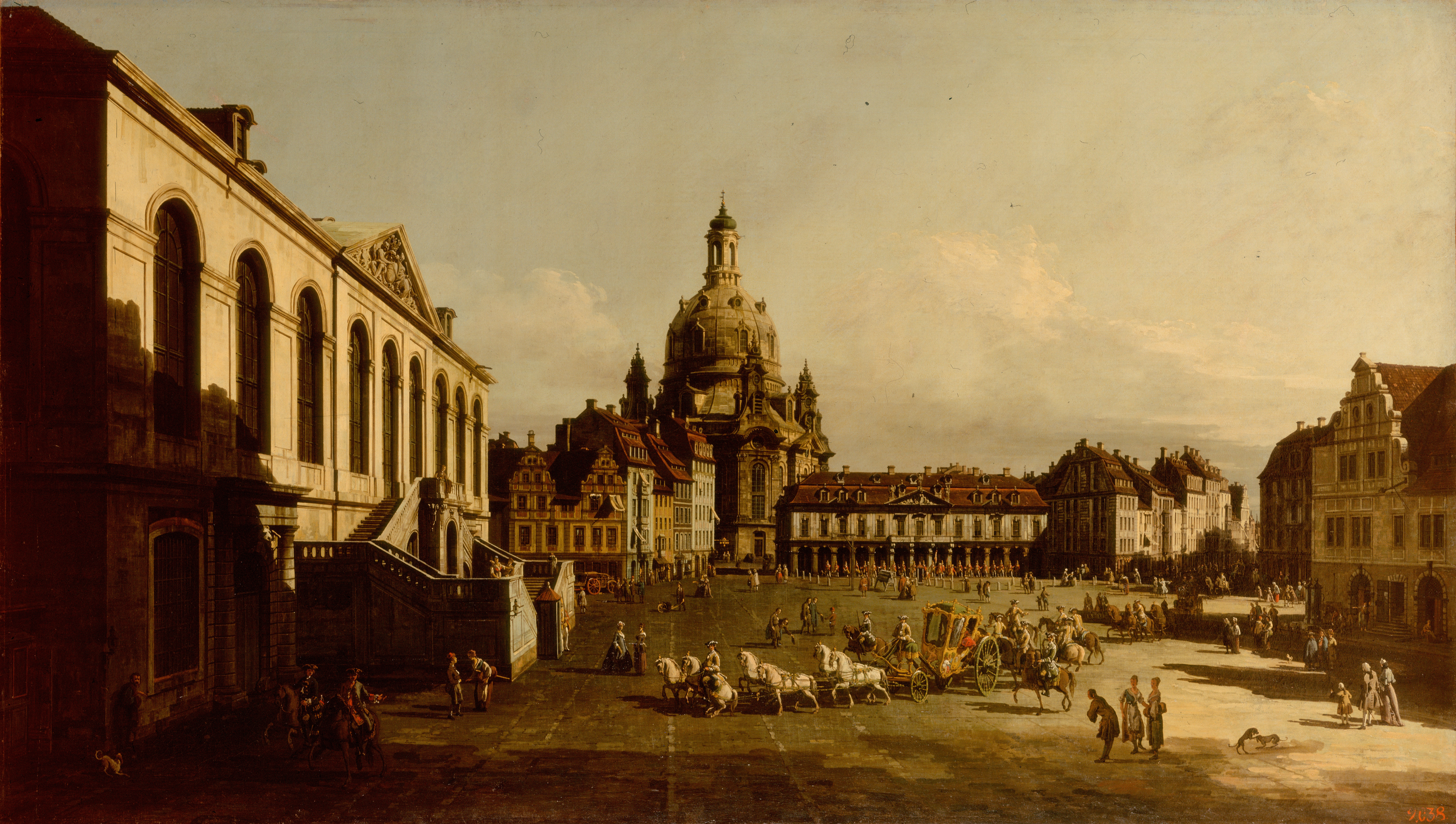
Blick vom Jüdenhof über den Neumarkt in Richtung Frauenkirche (1747)

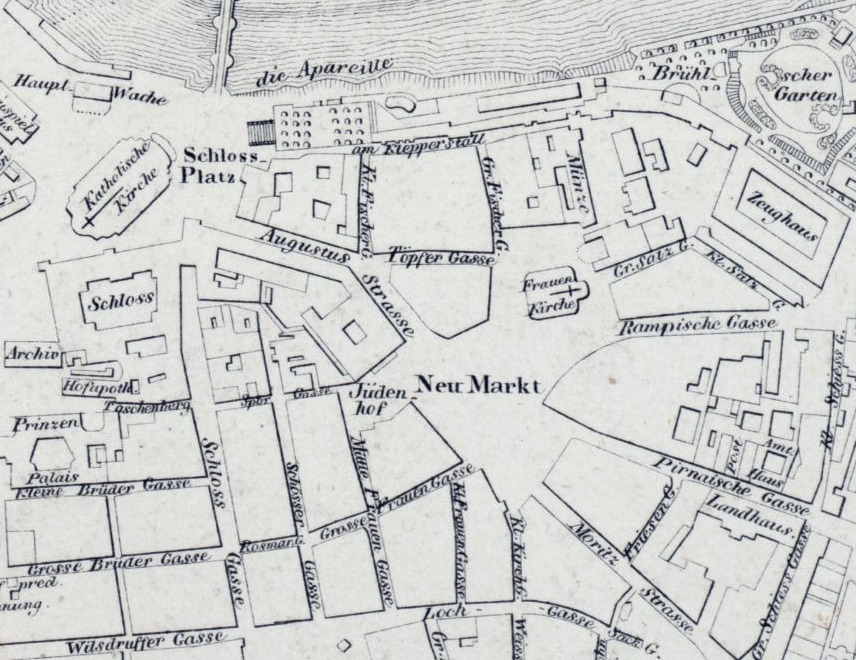
Jüdenhof im Stadtplan Dresdens von 1828

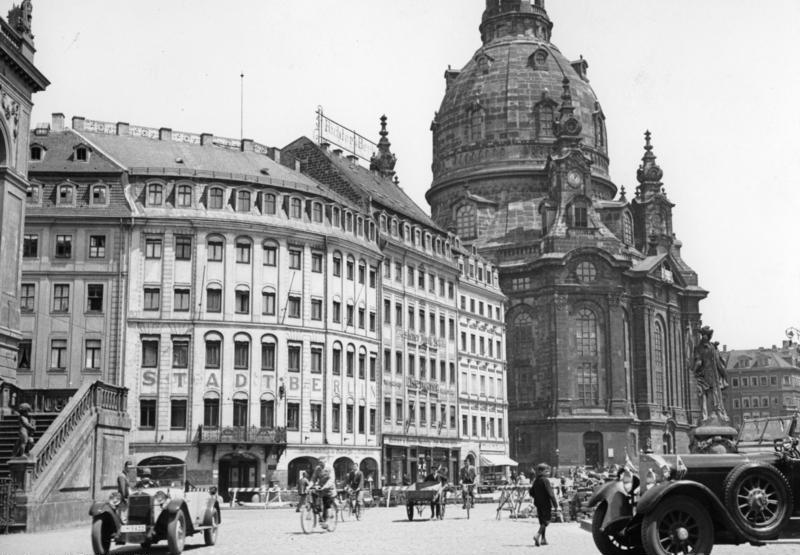
Blick vom Jüdenhof Richtung Frauenkirche (1930)

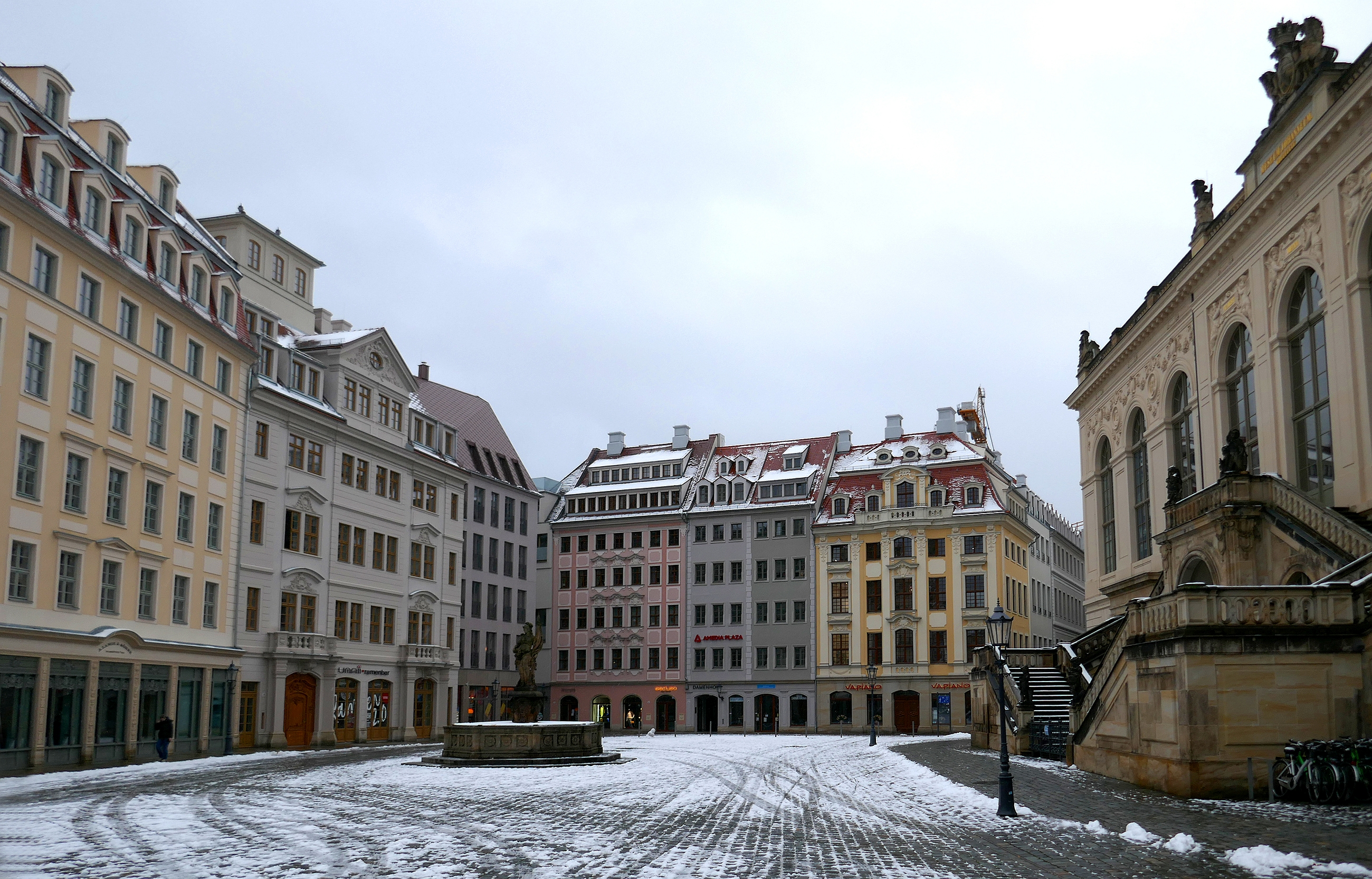
Jüdenhof mit Johanneum, Regimentshaus und Dinglingerhaus (Quartier VII.2, 2019)

Der Jüdenhof in Dresden ist ein kleiner Platz in der Inneren Altstadt. Er ist, wie auch An der Frauenkirche, ein Nebenplatz des Neumarkts. Bereits 1371 urkundlich erwähnt, ist er dessen ältester Teil und befand sich bereits vor der Verlegung der Dresdner Befestigungsanlagen innerhalb der Stadtmauer in der Nähe des Frauentores, das zur Frauenkirche führte.
Seinen Namen behielt der Jüdenhof, nachdem im Jahr 1411 die dort stehende Synagoge sowie weitere Grundstücke und das Vermögen der Dresdner Juden konfisziert worden waren. Das zum Gewandhaus mit Brauerei umgenutzte Gebäude wurde im 16. Jahrhundert teilweise abgerissen, um in dessen Nähe ein Stallhaus zu errichten – das heutige Johanneum. Spätestens zum Anfang des 17. Jahrhunderts wurde der Rest des Gewandhauses abgerissen. In dessen Nähe entstand als westlicher Abschluss des Platzes um 1715 das Dinglingerhaus. Vor dem Johanneum steht seit 1866 der Friedensbrunnen, auch Türkenbrunnen genannt. In der Nähe des Brunnens erinnert der Krellstein an den 1601 hingerichteten Kanzler Nikolaus Krell.
In der Zeit des Nationalsozialismus wurde der Name getilgt und der Platz in den Neumarkt eingegliedert; bei den Bombardierungen 1945 wurden die angrenzenden Gebäude weiträumig zerstört. Erst seit 1991 wird der Platz wieder als Jüdenhof bezeichnet.

## Wiederaufbau

### Planungsgeschichte
Die Anfang der 1980er Jahre beginnenden Bemühungen um den Wiederaufbau des Neumarkts umfassten auch die Wiederherstellung des Jüdenhofs als eines der drei Teilbereiche der gesamten Platzanlage. Die Einteilung der angrenzenden Quartiere VI, VII und VIII bezieht sich auf das gesamte Wiederaufbauvorhaben des Neumarktareals. Nach langen Diskussionen wurde 2010 beschlossen, auf die Bebauung der einstigen Gewandhausfläche, die im Quartier VI die westliche Begrenzung des Neumarkts bildet, zu verzichten und damit den Jüdenhof wie im Zeitraum zwischen 1791 und 1945 enger an den Neumarkt zu binden. Mit den Leitbauten von Regimentshaus und Dinglingerhaus sowie den Leitfassaden Neumarkt 14, 16 und 17 erhält der Jüdenhof sein Erscheinungsbild weitgehend zurück. Erste Schritte zum Wiederaufbau des Jüdenhofs waren die archäologischen Ausgrabungen, die ab 2008 in den einzelnen Quartieren durchgeführt und bis 2013 abgeschlossen wurden.

### Quartier VII

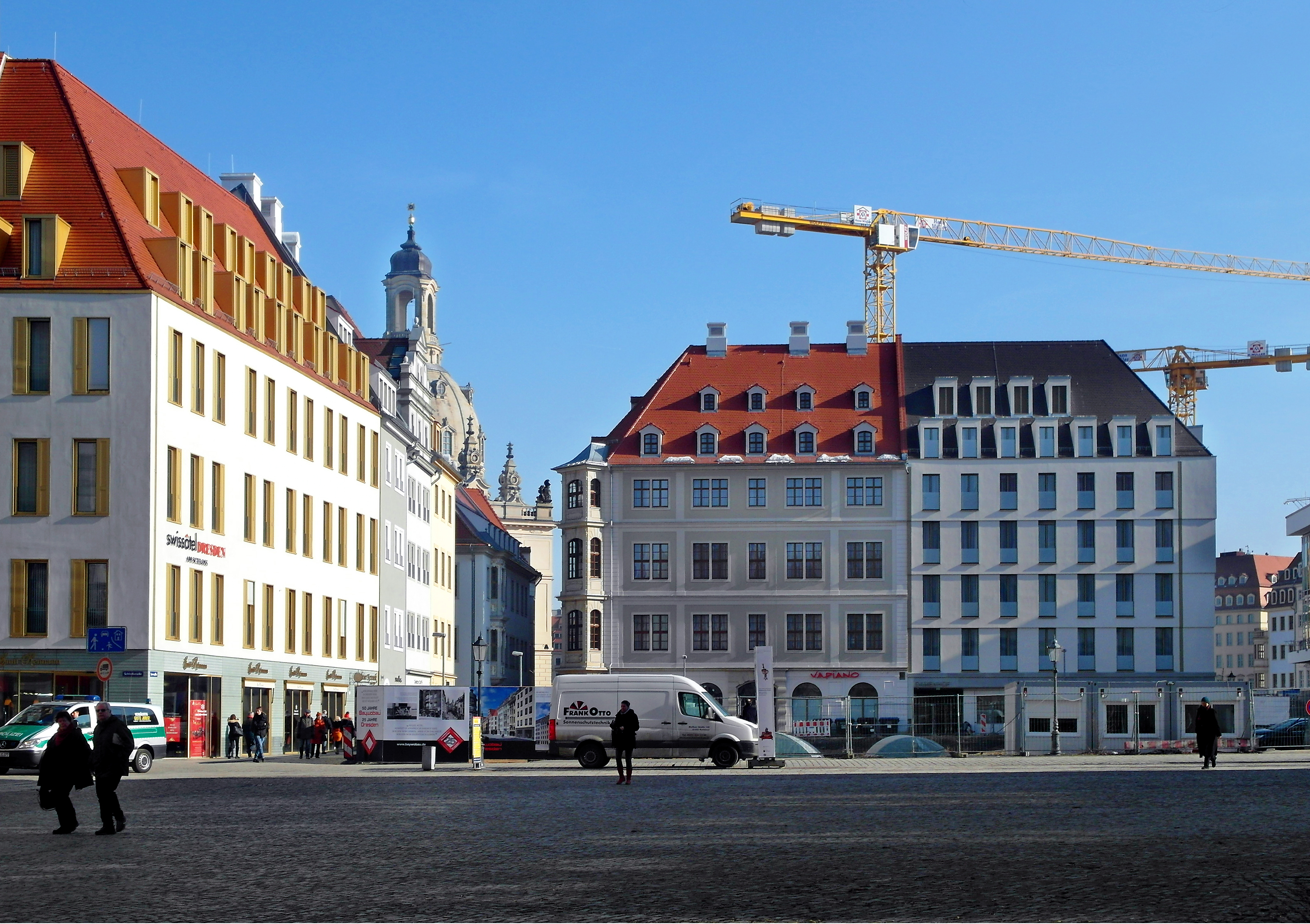
Blick aus der Schloßstraße zur Ecke Sporer-/Schössergasse (vor Beginn des Wiederaufbaus Quartier VII.1).

Von zentraler Bedeutung für die Gestalt des Jüdenhofs ist das Quartier VII. Es begrenzt den Platz als Teilbereich des Neumarkts nach Westen und besteht aus zwei Straßenblöcken, die die Fläche bis zur Schloßstraße im Westen einnehmen. Die nördliche Begrenzung wird durch die dem historischen Verlauf folgende Sporergasse gebildet, während die südliche Hälfte der beiden Blöcke in den 1960er Jahren mit dem Kulturpalast überbaut wurde. Nördlich des Kulturpalastes verläuft die neu angelegte Rosmaringasse, so dass die Teilquartiere nur noch etwa 50 % ihrer Vorkriegsfläche umfassen.
Die Platzfront zum Jüdenhof wird durch das Quartier VII.2 gebildet, das sich bis zur Schössergasse im Westen erstreckt. 2013 wurden hier archäologische Ausgrabungen durchgeführt. Am 26. Februar 2015 erfolgte die Grundsteinlegung für den Wiederaufbau des Quartiers durch die Kimmerle GbR Jüdenhof (Höchstädt a.d. Donau/Dresden, v.d.d. Michael Kimmerle). Das Projekt wurde 2016/2017 fertiggestellt. Die Fassaden zum Jüdenhof wurden dabei getreu dem historischen Vorbild entsprechend wiedererrichtet: Neumarkt 16 (um 1710, Georg Haase), Neumarkt 17 (ursprünglich zwei Einzelbauten aus dem 17. Jahrhundert) sowie das Dinglingerhaus Neumarkt 18 als Krönung des hochbarocken Dresdner Bürgerhausbaues, letzteres unter Einbeziehung des historischen Kellers. An der Kreuzung Sporergasse/Schössergasse ist das palaisartige Triersche Haus aus dem 17. Jahrhundert mit seinem prägnanten Eckerker wieder entstanden. Die weiteren Fassaden vor allem zur Rosmaringasse wurden zeitgenössisch gestaltet. Trotz der zuletzt mehrfach verschärften Energieeinsparverordnung wurden alle Fassaden massiv in Ziegeln gemauert bzw. haben eine entsprechende Vorblendschale erhalten. Neben gewerblicher und gastronomischer Nutzung im Erdgeschoss sind in den Obergeschossen Büros, Wohnungen und ein Hotel untergebracht.
Westlich schließt das Quartier VII.1 an und erstreckt sich bis zur Schloßstraße, das die Baywobau Dresden GmbH am 31. Dezember 2021 übergeben hat. Als Leitbau ist hier der prachtvolle Rokokobau des Cäsarschen Hauses (Schössergasse 25) wiedererstanden, zudem sind die bedeutenden Renaissancegebäude Schloßstraße 28 und 30 („Fürstliches Haus“) zumindest in ihren Fassade wiedererstanden. Das bedeutende Erkerrelief des Hauses Nr. 30 mit der Darstellung Kurfürst Christians II. und seiner Gemahlin Hedwig von Dänemark wurde nach 1945 geborgen und könnte wiedereingebaut werden (heute im Stadtmuseum Dresden).